# 寝ながら学べる構造主義
『寝ながら学べる構造主義』（ねながらまなべるこうぞうしゅぎ）は、内田樹が著した構造主義の解説書。

## 概要
2002年6月20日、文藝春秋より文春新書として刊行された。2004年4月20日、電子書籍版が発売された。2009年半ばに発行部数が10万部を超える。
本書のもとになったのは著者が神戸市で行った市民講座の一回分の講義ノート。タイトルは、東京大学で著者の学友だった竹信悦夫の発案。竹信が大学院受験の折に「『いきなり始めるフランス語』とか『寝ながら学べるフランス語』とかいう参考書が、どこかにないかなあ」とつぶやいたのを内田は記憶にとどめ、「いつかはこの題名で本を書こう」と思ったのだという。
2010年、韓国語に翻訳された。
内田が思想・哲学の解説書を書くのは本書が初めてではない。2000年4月に神戸女学院大学の同僚の難波江和英とともに『現代思想のパフォーマンス』（松柏社）を出版した（後述）。2003年6月にはフロイト、ジャック・ラカン、ロラン・バルトの理論を解説した『映画の構造分析』（晶文社）を出版した。
内田の著作は入試問題に多く用いられることでもよく知られるが、本書は2003年度だけでも中学高校大学10数校の入試に使われたという。

## 内容
| 章    | タイトル                                                     | 取り上げられている学者                                                                                 |
| ----- | ------------------------------------------------------------ | --- |
| 第1章 | 先人はこうして「地ならし」した ――構造主義前史                | カール・マルクス (1818 - 1883) ジグムント・フロイト (1856 - 1939) フリードリヒ・ニーチェ (1844 - 1900) |
| 第2章 | 始祖登場 ――ソシュールと『一般言語学講義』                    | フェルディナン・ド・ソシュール (1857 - 1913)                                                           |
| 第3章 | 「四銃士」活躍す その一 ――フーコーと系譜学的思考             | ミシェル・フーコー (1926 - 1984)                                                                       |
| 第4章 | 「四銃士」活躍す その二 ――バルトと「零度の記号」             | ロラン・バルト (1915 - 1980)                                                                           |
| 第5章 | 「四銃士」活躍す その三 ――レヴィ＝ストロースと終わりなき贈与 | クロード・レヴィ＝ストロース (1908 - 2009)                                                             |
| 第6章 | 「四銃士」活躍す その四 ――ラカンと分析的対話                 | ジャック・ラカン (1901 - 1981)                                                                         |

## 『現代思想のパフォーマンス』（2000年・共著）
『現代思想のパフォーマンス』は神戸女学院大学教授の難波江和英と内田樹の共著である。2000年4月に松柏社より刊行され、2004年11月に光文社新書として新書化された。
「大学生がツールとして使いこなせるような現代思想の本」である同書は、6人の思想家についてそれぞれ「案内編」「解説編」「実践編」が書き記されている。参考として内容を以下に掲げる。括弧の中は、執筆者と実践編で用いられた作品のタイトルである。
Ⅰ フェルディナン・ド・ソシュール （難波江／『不思議の国のアリス』）
Ⅱ ロラン・バルト （内田／『エイリアン』）
Ⅲ ミッシェル・フーコー （難波江／『カッコーの巣の上で』）
Ⅳ クロード・レヴィ＝ストロース （内田／『お早う』）
Ⅴ ジャック・ラカン （内田／『異邦人』）
Ⅵ エドワード・サイード （難波江／『M.バタフライ』）